# Bolboceras lutulentum
Bolboceras lutulentum es una especie de coleóptero de la familia Geotrupidae.

## Distribución geográfica
Habita en Sudamérica.